# Щалковица
Щалковица (на македонска литературна норма: Шталковица) е село в източната част на Северна Македония, община Пробищип.

## География
Селото е разположено в Осогово, източно от общинския център Пробищип. Землището на Щалковица е 24,6 km2 – най-голямото в общината, от които земеделската площ е 2338 хектара – 206 хектара обработваема земя, 706 хектара пасища и 1426 хектара гори.

## История
Селото вероятно е основано от саксонски рудари в XIII век и името произхожда от германската дума Stahl, стомана.
В XIX век Щалковица е чисто българско село в Кратовска кааза на Османската империя. През 1892 година всичките 20 къщи в селото преминават към Цариградската патриаршия.
Според статистиката на Васил Кънчов („Македония. Етнография и статистика“) от 1900 година Щалковица има 260 жители, всички българи християни.
В началото на XX век населението на Щалковица е сърбоманско под върховенството на Патриаршията. Според патриаршеския митрополит Фирмилиан в 1902 година в селото има 40 сръбски патриаршистки къщи. По данни на секретаря на Българската екзархия Димитър Мишев (La Macédoine et sa Population Chrétienne) в 1905 година в Щалковица (Schtalkovitza) има 240 българи патриаршисти сърбомани и 18 власи и в селото работи сръбско училище. В началото на ХХ век Щалковица е единственото сърбоманско село в Кратовска каза и е опора на сръбската пропаганда и на борбата на османските власти срещу ВМОРО. На 9 септември 1906 година селото е опожарено от местната районна чета на Организацията след сражение с турска чета, квартирувала в Щалковица.
В 2002 година в Щалковица има 44 жители (26 мъже и 18 жени), които живеят в 16 домакинства, а в селото има общо 41 жилища.
Църквата в селото е „Свети Никола“. Не е изписана.

## Личности
Починали в Щалковица
- Воислав Вуйович (? – 1906), сръбски четник
- Милич Джукич (? – 1906), сръбски четник
- Михайло Петрович (? – 1906), сръбски четник
- Яков Габай Джура (? – 1906), сръбски четник